# 德布勒森VSC
德布勒森VSC（匈牙利語：Debreceni VSC）是匈牙利足球俱乐部，位于匈牙利。是匈牙利足球甲级联赛球队，主場球场为 Oláh Gábor Út 体育场，球场拥有 9,200 个座位和 1,000 个站位。

## 歷史
俱乐部的昵称是Loki（Lokomotiv的简称，意为火车头），球队和列车有着长期的关系。俱乐部建成于1902年3月12日，球队最初叫做Egyetértés足球俱乐部但是之后更名为德布勒森铁路体育俱乐部（Debreceni Vasutas Sport Club）。在1926年匈牙利足球职业化后，不幸的事情发生在了德布勒森，博奇考伊足球俱乐部的成立吸收了德布勒森VSC以及同城球队DKASE和DTE的部分优秀球员，這一行为导致博奇考伊統治了德布勒森足坛长达 15 年之久，这一期间德布勒森VSC继续在低级别联赛中挣扎。1940年由于博奇考伊陷入了财政危机，职业和业余等级的球员都纷纷离开球队，使得德布勒森VSC回到了城市强队的行列。球队在1942–43赛季首次进入匈牙利足球甲级联赛，但在之后的 15 年球队一支起起伏伏，包括球队经历了 8 次降级，在1967赛季甚至降入了丙级联赛。
在社会主义时代球队经历了数次球队更名。在1948–49赛季球队更名为德布勒森铁路机械体育，1949年更名为德布勒森火车头(球队昵称的由来)，1955–56赛季更名为德布勒森理想，而在1957至1979赛季球队的名字叫做德布勒森铁路体育俱乐部。在1979年球队的两支球队，德布勒森VSC和德布勒森MTE合并成一支球队叫做德布勒森MVSC，不过10年之后俱乐部再次分离而球队又选择了现在的队名至今。
德布勒森VSC最成功的时期是从1993年球队升入甲级联赛之后开始的，球队在1999年和2001年取得了匈牙利杯赛的冠军，之后又在2004–05赛季中首次在匈牙利联赛称雄，俱乐部又在2006赛季中完全复制了上一年的战绩，成功卫冕了联赛冠军。球隊參加了2009–10賽季歐冠的比賽，也是匈牙利球隊時隔多年再次參加歐冠賽事。

## 球隊榮譽
- 匈牙利足球甲級聯賽（7 次）:
  - 冠軍 : 2005年、2006年、2007年、2009年、2010年、2012年、2014年
  - 亞軍 : 2008年

- 匈牙利盃（3 次）:
  - 冠軍 : 1999年、2001年、2008年
  - 亞軍 : 2003年、2007年

- 匈牙利超級盃（3 次） :
  - 冠軍 : 2005年、2006年、2007年
  - 亞軍 : 2008年

## 知名教练
- 久洛·洛兰特

## 知名球员
- 皮特尔·哈尔莫西